# Llista de topònims de Torrefeta i Florejacs
Llista de topònims (noms propis de lloc) del municipi de Torrefeta i Florejacs, a la Segarra
Informació actualitzada per un bot. Els canvis manuals es perdran quan s'actualitzi!

## cabana
| imatge | Nom                       | Ubicat a                | instància de | Detalls                      | coordenades                                                                  | Protecció | Commons (més fotos) | Dades a WD                    |
| ------ | ------------------------- | ----------------------- | ------------ | ---------------------------- | ---------------------------------------------------------------------------- | --------- | ------------------- | ----------------------------- |
|        | Corralot del Manel        | Sant Martí de la Morana | cabana       | Estat: ruïnós                | 41° 46′ 36″ N, 1° 13′ 37″ E / 41.7766059208467°N,1.22681688836696°E 456 msnm |           |                     | Modifica les dades a Wikidata |
|        | Fassina del Gavernet      | Gra                     | cabana       | Estat: ruïnós                | 41° 45′ 44″ N, 1° 14′ 25″ E / 41.7622930683026°N,1.24019083811476°E 416 msnm |           |                     | Modifica les dades a Wikidata |
|        | cabana de Cal Corralots   | Torrefeta               | cabana       | Estat: ruïnós                | 41° 45′ 40″ N, 1° 16′ 16″ E / 41.7610428235263°N,1.27114001080665°E 473 msnm |           |                     | Modifica les dades a Wikidata |
|        | cabana de Cal Gomà        | Torrefeta               | cabana       |                              | 41° 45′ 32″ N, 1° 16′ 35″ E / 41.7588859923703°N,1.27625001104867°E 463 msnm |           |                     | Modifica les dades a Wikidata |
|        | cabana de Montellà        | Palou                   | cabana       |                              | 41° 49′ 31″ N, 1° 14′ 03″ E / 41.8251480872423°N,1.23423166218014°E 499 msnm |           |                     | Modifica les dades a Wikidata |
|        | cabana de Viles           | Selvanera               | cabana       |                              | 41° 49′ 16″ N, 1° 16′ 32″ E / 41.8210650065874°N,1.27551007650974°E 476 msnm |           |                     | Modifica les dades a Wikidata |
|        | cabana de l'Andreu        | Gra                     | cabana       | Estat: ruïnós                | 41° 45′ 59″ N, 1° 14′ 01″ E / 41.7662795399759°N,1.23351340845092°E 439 msnm |           |                     | Modifica les dades a Wikidata |
|        | cabana de l'Elies         | les Sitges              | cabana       | Estat: enderrocat o destruït | 41° 48′ 52″ N, 1° 13′ 42″ E / 41.8143585870113°N,1.22840020618747°E 515 msnm |           |                     | Modifica les dades a Wikidata |
|        | cabana de l'Encinqueraire | Gra                     | cabana       |                              | 41° 46′ 31″ N, 1° 13′ 32″ E / 41.775309521551°N,1.22568551996072°E 451 msnm  |           |                     | Modifica les dades a Wikidata |
|        | cabana del Barquers       | Bellveí                 | cabana       |                              | 41° 45′ 05″ N, 1° 18′ 21″ E / 41.7514088000747°N,1.30579700132263°E 496 msnm |           |                     | Modifica les dades a Wikidata |
|        | cabana del Boix           | Selvanera               | cabana       |                              | 41° 49′ 24″ N, 1° 18′ 06″ E / 41.8233536925221°N,1.30156530580406°E 484 msnm |           |                     | Modifica les dades a Wikidata |
|        | cabana del Canosa         | Gra                     | cabana       |                              | 41° 45′ 23″ N, 1° 14′ 13″ E / 41.7564430950051°N,1.2369466921878°E 410 msnm  |           |                     | Modifica les dades a Wikidata |
|        | cabana del Cellerers      | Riber                   | cabana       |                              | 41° 43′ 23″ N, 1° 14′ 28″ E / 41.723191437389°N,1.24110220612624°E 451 msnm  |           |                     | Modifica les dades a Wikidata |
|        | cabana del Cinto          | Sant Martí de la Morana | cabana       |                              | 41° 46′ 27″ N, 1° 14′ 45″ E / 41.7741349702539°N,1.24596711376703°E 450 msnm |           |                     | Modifica les dades a Wikidata |
|        | cabana del Felip          | Bellveí                 | cabana       |                              | 41° 45′ 34″ N, 1° 17′ 55″ E / 41.7593980783832°N,1.29851382485225°E 498 msnm |           |                     | Modifica les dades a Wikidata |
|        | cabana del Freixes        | Bellveí                 | cabana       |                              | 41° 45′ 44″ N, 1° 18′ 31″ E / 41.7622504869384°N,1.30869956698049°E 515 msnm |           |                     | Modifica les dades a Wikidata |
|        | cabana del Garrabou       | Sedó                    | cabana       |                              | 41° 44′ 12″ N, 1° 15′ 36″ E / 41.7367363536514°N,1.25995997135879°E 456 msnm |           |                     | Modifica les dades a Wikidata |
|        | cabana del Gasparó        | Selvanera               | cabana       |                              | 41° 49′ 33″ N, 1° 16′ 39″ E / 41.8257674797741°N,1.27738271355943°E 463 msnm |           |                     | Modifica les dades a Wikidata |
|        | cabana del Giralt         | la Morana               | cabana       | Estat: ruïnós                | 41° 47′ 26″ N, 1° 16′ 00″ E / 41.7906326372078°N,1.26657806894625°E 515 msnm |           |                     | Modifica les dades a Wikidata |
|        | cabana del Grau           | la Morana               | cabana       | Estat: ruïnós                | 41° 47′ 35″ N, 1° 15′ 49″ E / 41.7930021526752°N,1.26364983950018°E 487 msnm |           |                     | Modifica les dades a Wikidata |
|        | cabana del Llarg          | Bellveí                 | cabana       |                              | 41° 45′ 33″ N, 1° 17′ 59″ E / 41.7590905270786°N,1.29964063419181°E 497 msnm |           |                     | Modifica les dades a Wikidata |
|        | cabana del Meleno         | Florejacs               | cabana       |                              | 41° 48′ 03″ N, 1° 11′ 35″ E / 41.8007673800609°N,1.19311032368378°E 450 msnm |           |                     | Modifica les dades a Wikidata |
|        | cabana del Muntanyes      | Bellveí                 | cabana       | Estat: enderrocat o destruït | 41° 46′ 08″ N, 1° 17′ 39″ E / 41.7687924241429°N,1.29429542328236°E 520 msnm |           |                     | Modifica les dades a Wikidata |
|        | cabana del Novençà        | Florejacs               | cabana       |                              | 41° 47′ 07″ N, 1° 11′ 33″ E / 41.785160277176°N,1.19261010847487°E 412 msnm  |           |                     | Modifica les dades a Wikidata |
|        | cabana del Pau            | Sant Martí de la Morana | cabana       |                              | 41° 47′ 01″ N, 1° 14′ 31″ E / 41.7836124567815°N,1.242014505449°E 497 msnm   |           |                     | Modifica les dades a Wikidata |
|        | cabana del Pelegrí        | Sant Martí de la Morana | cabana       |                              | 41° 46′ 31″ N, 1° 15′ 03″ E / 41.7753368020978°N,1.25095164103511°E 437 msnm |           |                     | Modifica les dades a Wikidata |
|        | cabana del Pletaire       | Bellveí                 | cabana       | Estat: ruïnós                | 41° 45′ 55″ N, 1° 17′ 43″ E / 41.7653113861481°N,1.29520569289209°E 511 msnm |           |                     | Modifica les dades a Wikidata |
|        | cabana del Pues           | Sedó                    | cabana       |                              | 41° 43′ 04″ N, 1° 15′ 50″ E / 41.7177210285728°N,1.26397128046175°E 493 msnm |           |                     | Modifica les dades a Wikidata |
|        | cabana del Pujol          | Torrefeta               | cabana       |                              | 41° 45′ 39″ N, 1° 16′ 49″ E / 41.7608288934213°N,1.28028791510509°E 477 msnm |           |                     | Modifica les dades a Wikidata |
|        | cabana del Rafael         | Sedó                    | cabana       | Estat: ruïnós                | 41° 42′ 25″ N, 1° 14′ 34″ E / 41.7068262602279°N,1.24285853861588°E 473 msnm |           |                     | Modifica les dades a Wikidata |
|        | cabana del Reverter       | Sedó                    | cabana       | Estat: ruïnós                | 41° 44′ 47″ N, 1° 14′ 59″ E / 41.7463534596818°N,1.24975438016621°E 430 msnm |           |                     | Modifica les dades a Wikidata |
|        | cabana del Sala           | Sant Martí de la Morana | cabana       |                              | 41° 46′ 48″ N, 1° 14′ 00″ E / 41.7799505013576°N,1.23345100589533°E 462 msnm |           |                     | Modifica les dades a Wikidata |
|        | cabana del Solà           | Palou                   | cabana       |                              | 41° 49′ 25″ N, 1° 15′ 15″ E / 41.8235170726992°N,1.25420413528893°E 461 msnm |           |                     | Modifica les dades a Wikidata |
|        | cabana del Sunyer         | Torrefeta i Florejacs   | cabana       |                              | 41° 42′ 36″ N, 1° 14′ 24″ E / 41.709941555679485°N,1.2399208545684814°E      |           |                     | Modifica les dades a Wikidata |
|        | cabana del Sòl-terme      | Florejacs               | cabana       | Estat: ruïnós                | 41° 48′ 08″ N, 1° 14′ 23″ E / 41.802312359419°N,1.2398181424357°E 467 msnm   |           |                     | Modifica les dades a Wikidata |
|        | cabana del Toio           | Gra                     | cabana       |                              | 41° 45′ 53″ N, 1° 13′ 48″ E / 41.7646023973515°N,1.22987829772157°E 432 msnm |           |                     | Modifica les dades a Wikidata |
|        | cabana del Vilaró         | Bellveí                 | cabana       |                              | 41° 45′ 26″ N, 1° 17′ 43″ E / 41.7571355470616°N,1.29534997003599°E 492 msnm |           |                     | Modifica les dades a Wikidata |
|        | cabana del Xivill         | Sedó                    | cabana       | Estat: ruïnós                | 41° 42′ 40″ N, 1° 14′ 26″ E / 41.7112387424554°N,1.24045456640384°E 465 msnm |           |                     | Modifica les dades a Wikidata |
|        | cobert del Benet          | la Morana               | cabana       |                              | 41° 47′ 02″ N, 1° 15′ 51″ E / 41.7838700705162°N,1.26428138617401°E 480 msnm |           |                     | Modifica les dades a Wikidata |
|        | cobert del Bessó          | Sant Martí de la Morana | cabana       |                              | 41° 46′ 43″ N, 1° 15′ 31″ E / 41.7787065242445°N,1.25874133320405°E 452 msnm |           |                     | Modifica les dades a Wikidata |
|        | cobert del Casanova       | el Llor                 | cabana       |                              | 41° 44′ 57″ N, 1° 18′ 52″ E / 41.7491930349525°N,1.31435837233105°E 522 msnm |           |                     | Modifica les dades a Wikidata |
|        | cobert del Castell        | Gra                     | cabana       |                              | 41° 45′ 56″ N, 1° 15′ 03″ E / 41.7654263705496°N,1.25073970908228°E 457 msnm |           |                     | Modifica les dades a Wikidata |
|        | cobert del Codina         | Sedó                    | cabana       | Estat: enderrocat o destruït | 41° 44′ 19″ N, 1° 15′ 16″ E / 41.7385787220049°N,1.2543546804982°E 438 msnm  |           |                     | Modifica les dades a Wikidata |
|        | cobert del Cunyat         | Sedó                    | cabana       |                              | 41° 44′ 11″ N, 1° 15′ 48″ E / 41.7363286794154°N,1.26337393204615°E 462 msnm |           |                     | Modifica les dades a Wikidata |
|        | cobert del Llobet         | Florejacs               | cabana       |                              | 41° 47′ 44″ N, 1° 12′ 55″ E / 41.7954850564388°N,1.21528387613692°E 442 msnm |           |                     | Modifica les dades a Wikidata |
|        | cobert del Riera          | el Llor                 | cabana       |                              | 41° 44′ 42″ N, 1° 18′ 19″ E / 41.7450161909092°N,1.30532772319092°E 451 msnm |           |                     | Modifica les dades a Wikidata |
|        | cobert del Romà           | Palou                   | cabana       |                              | 41° 48′ 59″ N, 1° 14′ 52″ E / 41.8163483654803°N,1.24772898959233°E 529 msnm |           |                     | Modifica les dades a Wikidata |
|        | cobert del Toio           | Gra                     | cabana       |                              | 41° 45′ 54″ N, 1° 14′ 56″ E / 41.764956281013°N,1.24885175566616°E 454 msnm  |           |                     | Modifica les dades a Wikidata |
|        | era de Ca la Ramona       | el Llor                 | cabana       |                              | 41° 44′ 39″ N, 1° 18′ 48″ E / 41.7441691025011°N,1.31325113167785°E 525 msnm |           |                     | Modifica les dades a Wikidata |
|        | era de Cal Minguell       | Sant Martí de la Morana | cabana       |                              | 41° 46′ 27″ N, 1° 15′ 14″ E / 41.7741208738736°N,1.25390837072438°E 444 msnm |           |                     | Modifica les dades a Wikidata |
|        | era de Cal Raters         | el Llor                 | cabana       |                              | 41° 44′ 47″ N, 1° 18′ 46″ E / 41.7463681668737°N,1.31273655141895°E 520 msnm |           |                     | Modifica les dades a Wikidata |
|        | era de Cal Vellet         | el Llor                 | cabana       |                              | 41° 44′ 31″ N, 1° 18′ 34″ E / 41.7420520699045°N,1.30954251539641°E 513 msnm |           |                     | Modifica les dades a Wikidata |
|        | era del Batista           | Palou                   | cabana       |                              | 41° 48′ 46″ N, 1° 15′ 03″ E / 41.8127387495918°N,1.25081303856653°E 508 msnm |           |                     | Modifica les dades a Wikidata |
|        | era del Castell           | Bellveí                 | cabana       |                              | 41° 45′ 17″ N, 1° 17′ 35″ E / 41.7546609019385°N,1.29307000543556°E 482 msnm |           |                     | Modifica les dades a Wikidata |
|        | era del Cileta            | Bellveí                 | cabana       |                              | 41° 45′ 27″ N, 1° 17′ 50″ E / 41.7573702604331°N,1.29720817883593°E 496 msnm |           |                     | Modifica les dades a Wikidata |
|        | era del Condal            | Selvanera               | cabana       |                              | 41° 50′ 08″ N, 1° 16′ 42″ E / 41.8354259684577°N,1.27821959543598°E 464 msnm |           |                     | Modifica les dades a Wikidata |
|        | era del Freixes           | Bellveí                 | cabana       |                              | 41° 45′ 28″ N, 1° 17′ 45″ E / 41.7577736111746°N,1.29586233884637°E 489 msnm |           |                     | Modifica les dades a Wikidata |
|        | era del Gaietano          | Torrefeta               | cabana       |                              | 41° 44′ 58″ N, 1° 16′ 26″ E / 41.7494648204594°N,1.27383213645451°E 463 msnm |           |                     | Modifica les dades a Wikidata |
|        | era del Giribet           | Torrefeta               | cabana       |                              | 41° 46′ 15″ N, 1° 16′ 15″ E / 41.7707827230724°N,1.27079421670095°E 490 msnm |           |                     | Modifica les dades a Wikidata |
|        | era del Llobató           | Florejacs               | cabana       |                              | 41° 47′ 29″ N, 1° 11′ 58″ E / 41.7915260578697°N,1.19937534476728°E 489 msnm |           |                     | Modifica les dades a Wikidata |
|        | era del Manseu            | Sedó                    | cabana       | Estat: ruïnós                | 41° 44′ 34″ N, 1° 15′ 01″ E / 41.7426596939869°N,1.25027562348206°E 427 msnm |           |                     | Modifica les dades a Wikidata |
|        | era del Mateu             | Gra                     | cabana       |                              | 41° 45′ 56″ N, 1° 14′ 57″ E / 41.7654839441922°N,1.24919830347459°E 464 msnm |           |                     | Modifica les dades a Wikidata |
|        | era del Moliner           | Florejacs               | cabana       |                              | 41° 47′ 57″ N, 1° 12′ 50″ E / 41.7990297010828°N,1.21387354629404°E 464 msnm |           |                     | Modifica les dades a Wikidata |
|        | era del Perdigolat        | Florejacs               | cabana       |                              | 41° 48′ 15″ N, 1° 12′ 51″ E / 41.8042928301148°N,1.21408845190961°E 477 msnm |           |                     | Modifica les dades a Wikidata |
|        | era del Planes            | Gra                     | cabana       | Estat: ruïnós                | 41° 45′ 36″ N, 1° 14′ 02″ E / 41.7600796024925°N,1.2338759678608°E 420 msnm  |           |                     | Modifica les dades a Wikidata |
|        | era del Porter            | Bellveí                 | cabana       |                              | 41° 45′ 28″ N, 1° 17′ 47″ E / 41.7577625612055°N,1.29633174665027°E 495 msnm |           |                     | Modifica les dades a Wikidata |
|        | era del Ramon de Baix     | Bellveí                 | cabana       |                              | 41° 45′ 09″ N, 1° 17′ 35″ E / 41.7523658386115°N,1.29317893795463°E 484 msnm |           |                     | Modifica les dades a Wikidata |
|        | era del Roso              | Florejacs               | cabana       |                              | 41° 47′ 59″ N, 1° 13′ 09″ E / 41.7997942441482°N,1.21902796439789°E 468 msnm |           |                     | Modifica les dades a Wikidata |
|        | era del Sebastià          | Selvanera               | cabana       |                              | 41° 50′ 23″ N, 1° 16′ 34″ E / 41.8398145736144°N,1.27598218875399°E 436 msnm |           |                     | Modifica les dades a Wikidata |
|        | era del Senyor            | Sant Martí de la Morana | cabana       |                              | 41° 46′ 35″ N, 1° 13′ 51″ E / 41.7764523584739°N,1.23087591907206°E 467 msnm |           |                     | Modifica les dades a Wikidata |
|        | era del Serra             | Gra                     | cabana       |                              | 41° 45′ 59″ N, 1° 15′ 15″ E / 41.7664974799824°N,1.25424748459537°E 477 msnm |           |                     | Modifica les dades a Wikidata |
|        | era del Soler             | Selvanera               | cabana       |                              | 41° 49′ 52″ N, 1° 16′ 27″ E / 41.8310411725932°N,1.27411028751252°E 482 msnm |           |                     | Modifica les dades a Wikidata |
|        | era del Solà              | Palou                   | cabana       |                              | 41° 48′ 59″ N, 1° 14′ 59″ E / 41.8164416668926°N,1.24971297139502°E 530 msnm |           |                     | Modifica les dades a Wikidata |
|        | era del Súrio             | Palou                   | cabana       |                              | 41° 48′ 12″ N, 1° 14′ 55″ E / 41.8034205935986°N,1.24868322428881°E 489 msnm |           |                     | Modifica les dades a Wikidata |
|        | era del Trudis            | Selvanera               | cabana       |                              | 41° 49′ 40″ N, 1° 16′ 10″ E / 41.8276731276795°N,1.26934798362496°E 466 msnm |           |                     | Modifica les dades a Wikidata |
|        | era del Vila              | Selvanera               | cabana       |                              | 41° 49′ 40″ N, 1° 16′ 22″ E / 41.827806165168°N,1.27280036671434°E 486 msnm  |           |                     | Modifica les dades a Wikidata |
|        | eres del Pont             | el Llor                 | cabana       |                              | 41° 44′ 36″ N, 1° 18′ 48″ E / 41.7433595241469°N,1.31332042939067°E 529 msnm |           |                     | Modifica les dades a Wikidata |
|        | pallissa de Cal Bonatxo   | Torrefeta               | cabana       | Estat: ruïnós                | 41° 45′ 37″ N, 1° 16′ 27″ E / 41.7603964295073°N,1.27427289646267°E 472 msnm |           |                     | Modifica les dades a Wikidata |
|        | pallissa de l'Armengol    | la Morana               | cabana       |                              | 41° 47′ 06″ N, 1° 15′ 40″ E / 41.7851114465733°N,1.26120337151768°E 468 msnm |           |                     | Modifica les dades a Wikidata |
|        | pallissa del Codina       | Sedó                    | cabana       |                              | 41° 43′ 57″ N, 1° 15′ 18″ E / 41.732536627935°N,1.25503535539283°E 445 msnm  |           |                     | Modifica les dades a Wikidata |
|        | pallissa del Freixes      | la Morana               | cabana       |                              | 41° 47′ 01″ N, 1° 15′ 57″ E / 41.7837143607877°N,1.26589806670903°E 478 msnm |           |                     | Modifica les dades a Wikidata |
|        | pallissa del Gaspora      | Sedó                    | cabana       |                              | 41° 44′ 11″ N, 1° 16′ 27″ E / 41.7364209510406°N,1.27427775166766°E 457 msnm |           |                     | Modifica les dades a Wikidata |
|        | pallissa del Llanes       | la Morana               | cabana       | Estat: ruïnós                | 41° 47′ 06″ N, 1° 15′ 52″ E / 41.7849810585661°N,1.26449208660382°E 478 msnm |           |                     | Modifica les dades a Wikidata |
|        | pallissa del Paner        | Torrefeta i Florejacs   | cabana       |                              | 41° 47′ 12″ N, 1° 15′ 33″ E / 41.7867287184084°N,1.25916201712915°E 461 msnm |           |                     | Modifica les dades a Wikidata |
|        | pallissa del Pasqual      | Torrefeta               | cabana       |                              | 41° 45′ 26″ N, 1° 16′ 16″ E / 41.7572419548093°N,1.27113379635909°E 459 msnm |           |                     | Modifica les dades a Wikidata |
|        | pallissa del Pau          | Sant Martí de la Morana | cabana       |                              | 41° 46′ 33″ N, 1° 14′ 37″ E / 41.7757569304957°N,1.24366090568406°E 483 msnm |           |                     | Modifica les dades a Wikidata |
|        | pallissa del Pauló        | Torrefeta               | cabana       |                              | 41° 45′ 27″ N, 1° 16′ 17″ E / 41.7575718512455°N,1.27150985334011°E 459 msnm |           |                     | Modifica les dades a Wikidata |
|        | pallissa del Sarri        | Sant Martí de la Morana | cabana       | Estat: ruïnós                | 41° 46′ 41″ N, 1° 14′ 42″ E / 41.7780837041846°N,1.24504128603379°E 482 msnm |           |                     | Modifica les dades a Wikidata |
|        | pallissa del Vila         | la Morana               | cabana       | Estat: ruïnós                | 41° 47′ 08″ N, 1° 15′ 48″ E / 41.7855145965362°N,1.26344278985085°E 477 msnm |           |                     | Modifica les dades a Wikidata |
|        | pallissa del Vilaró       | Sedó                    | cabana       |                              | 41° 44′ 14″ N, 1° 15′ 33″ E / 41.7372646913903°N,1.2591640975944°E 451 msnm  |           |                     | Modifica les dades a Wikidata |

## cabana de volta
| imatge | Nom                      | Ubicat a | instància de    | Detalls                                                                  | coordenades | Protecció                                  | Commons (més fotos)      | Dades a WD                    |
| ------ | ------------------------ | -------- | --------------- | ------------------------------------------------------------------------ | --- | ------------------------------------------ | ------------------------ | ----------------------------- |
|        | cabana de pastor de Sedó | Sedó     | cabana de volta | Estil: arquitectura popular 19th century Llarg: 5m Ample: 4m Alt: 2.5m   | 41° 44′ 34″ N, 1° 16′ 45″ E / 41.742669444444445°N,1.2792611111111112°E ca:Ctra. L-311, km 10 camí dreta a 200 m 475 msnm                     | bé integrant del patrimoni cultural català | Cabana de pastor de Sedó | Modifica les dades a Wikidata |
|        | cabana de volta de Palou | Palou    | cabana de volta | Estil: arquitectura popular 20th century Llarg: 5m Ample: 4.5m Alt: 2.1m | 41° 48′ 52″ N, 1° 15′ 39″ E / 41.81453888888889°N,1.260761111111111°E ca:Ctra. L-313, km 19, direcció Ponts, a 20-50 m a mà esquerra 513 msnm | bé integrant del patrimoni cultural català | Cabana de volta de Palou | Modifica les dades a Wikidata |
|        | cabana de volta del Llor | el Llor  | cabana de volta | Estil: arquitectura popular Estat: enderrocat o destruït                 | 41° 44′ 10″ N, 1° 17′ 28″ E / 41.73611°N,1.29116°E 475 msnm                                                                                   |                                            |                          | Modifica les dades a Wikidata |

## casa
| imatge | Nom                     | Ubicat a                | instància de | Detalls                                                              | coordenades                                                                                             | Protecció                                  | Commons (més fotos)                   | Dades a WD                    |
| ------ | ----------------------- | ----------------------- | ------------ | -------------------------------------------------------------------- | --- | ------------------------------------------ | ------------------------------------- | ----------------------------- |
|        | Ca l'Agnés              | Torrefeta               | casa         | Estil: arquitectura popular 19th century                             | 41° 45′ 14″ N, 1° 16′ 25″ E / 41.753880555555554°N,1.2736694444444443°E ca:Pl. Major, 5 473 msnm        | bé integrant del patrimoni cultural català | Ca l'Agnés                            | Modifica les dades a Wikidata |
|        | Ca l'Hortet             | Selvanera               | casa         | Estil: arquitectura popular 20th century                             | 41° 49′ 55″ N, 1° 16′ 31″ E / 41.83186944444444°N,1.2753694444444443°E ca:C. Sant Antoni, 6 493 msnm    | bé integrant del patrimoni cultural català | Ca l'Hortet                           | Modifica les dades a Wikidata |
|        | Ca l'Isidre             | Torrefeta               | casa         | Estil: arquitectura popular 19th century                             | 41° 45′ 15″ N, 1° 16′ 26″ E / 41.7541°N,1.27395°E ca:Pl. Major, 13 473 msnm                             | bé integrant del patrimoni cultural català | Ca l'Isidre (Torrefeta)               | Modifica les dades a Wikidata |
|        | Ca la Ramona            | el Llor                 | casa         | Estil: arquitectura popular 15th century                             | 41° 44′ 46″ N, 1° 18′ 32″ E / 41.746151°N,1.308806°E ca:C. de la Parra, 3 528 msnm                      | bé cultural d'interès local                | Ca la Ramona                          | Modifica les dades a Wikidata |
|        | Ca la Vila              | Sedó                    | casa         | Estil: arquitectura popular 13rd century                             | 41° 43′ 55″ N, 1° 15′ 38″ E / 41.731830555555554°N,1.2604194444444443°E ca:Av. de les Flors, 8 437 msnm | bé cultural d'interès local                | Ca la Vila (Sedó)                     | Modifica les dades a Wikidata |
|        | Ca n'Alió               | Riber                   | casa         | Estil: arquitectura popular 17th century                             | 41° 43′ 53″ N, 1° 14′ 59″ E / 41.73145°N,1.2498111111111112°E ca:Pl. Santa Anna 432 msnm                | bé cultural d'interès local                | Ca n'Alió                             | Modifica les dades a Wikidata |
|        | Cal Canes               | Selvanera               | casa         | Estil: arquitectura popular 20th century                             | 41° 49′ 58″ N, 1° 16′ 32″ E / 41.83265°N,1.2755611111111111°E ca:C. Sant Sebastià 497 msnm              | bé integrant del patrimoni cultural català | Cal Canes                             | Modifica les dades a Wikidata |
|        | Cal Cisquella           | Selvanera               | casa         | Estil: arquitectura popular 17th century                             | 41° 49′ 56″ N, 1° 16′ 30″ E / 41.832188888888886°N,1.275088888888889°E ca:C. Major, 3 494 msnm          | bé integrant del patrimoni cultural català | Cal Cisquella                         | Modifica les dades a Wikidata |
|        | Cal Coma de les Sitges  | les Sitges              | casa         | Estil: arquitectura popular 18th century                             | 41° 48′ 57″ N, 1° 13′ 41″ E / 41.81593055555555°N,1.228061111111111°E 531 msnm                          | bé cultural d'interès local                | Cal Coma de les Sitges                | Modifica les dades a Wikidata |
|        | Cal Crespí              | la Morana               | casa         | Estil: arquitectura modernista 1918                                  | 41° 46′ 56″ N, 1° 15′ 49″ E / 41.782355555555554°N,1.2636416666666666°E ca:Plaça Major, 9 482 msnm      | bé integrant del patrimoni cultural català | Cal Crespí                            | Modifica les dades a Wikidata |
|        | Cal Gilet               | Sedó                    | casa         | Estil: arquitectura popular 16th century                             | 41° 43′ 56″ N, 1° 15′ 38″ E / 41.73216388888889°N,1.2606111111111111°E ca:Pl. Maguerola, 3 439 msnm     | bé cultural d'interès local                | Cal Gilet (Torrefeta i Florejacs)     | Modifica les dades a Wikidata |
|        | Cal Llobet              | Florejacs               | casa         | Estil: arquitectura popular 17th century                             | 41° 48′ 01″ N, 1° 12′ 49″ E / 41.80041111111111°N,1.213738888888889°E ca:C. Avall, 3 490 msnm           | bé integrant del patrimoni cultural català | Cal Llobet (Florejacs)                | Modifica les dades a Wikidata |
|        | Cal Lluís               | Torrefeta               | casa         | Estil: arquitectura eclèctica 18th century                           | 41° 45′ 15″ N, 1° 16′ 26″ E / 41.754102777777774°N,1.2738305555555556°E ca:Pl. Major, 11 470 msnm       | bé cultural d'interès local                | Cal Lluís (Torrefeta i Florejacs)     | Modifica les dades a Wikidata |
|        | Cal Maguerola           | Sedó                    | casa         | Estil: arquitectura gòtica arquitectura del Renaixement 16th century | 41° 43′ 55″ N, 1° 15′ 37″ E / 41.73201944444445°N,1.2602111111111112°E ca:C. Baix, 18 438 msnm          | bé integrant del patrimoni cultural català | Cal Maguerola (Torrefeta i Florejacs) | Modifica les dades a Wikidata |
|        | Cal Martí               | Torrefeta               | casa         | Estil: arquitectura barroca 18th century                             | 41° 45′ 15″ N, 1° 16′ 25″ E / 41.754080555555554°N,1.273711111111111°E ca:Pl. Major, 9 473 msnm         | bé cultural d'interès local                | Cal Martí (Torrefeta)                 | Modifica les dades a Wikidata |
|        | Cal Nadal               | Bellveí                 | casa         | Estil: arquitectura popular 20th century                             | 41° 45′ 18″ N, 1° 17′ 31″ E / 41.75501111111111°N,1.2919305555555556°E ca:C. Ample 488 msnm             | bé integrant del patrimoni cultural català | Cal Nadal (Bellveí)                   | Modifica les dades a Wikidata |
|        | Cal Patiràs             | Sedó                    | casa         | Estil: arquitectura popular 16th century                             | 41° 43′ 55″ N, 1° 15′ 38″ E / 41.73206111111111°N,1.2606277777777777°E ca:Pl. Maguerola, 1 439 msnm     | bé integrant del patrimoni cultural català | Cal Patiràs (Torrefeta i Florejacs)   | Modifica les dades a Wikidata |
|        | Cal Perdigotet          | Florejacs               | casa         | Estil: arquitectura popular 18th century                             | 41° 48′ 03″ N, 1° 12′ 50″ E / 41.800761111111115°N,1.2137694444444445°E ca:C. Amunt, 2 492 msnm         | bé integrant del patrimoni cultural català | Cal Perdigotet                        | Modifica les dades a Wikidata |
|        | Cal Sinyor              | Torrefeta               | casa         | Estil: arquitectura barroca 18th century                             | 41° 45′ 15″ N, 1° 16′ 25″ E / 41.754038888888886°N,1.2736305555555556°E ca:Pl. Major, 7 474 msnm        | bé integrant del patrimoni cultural català | Cal Sinyor                            | Modifica les dades a Wikidata |
|        | Cal Sorribes            | Sedó                    | casa         | Estil: arquitectura popular 17th century                             | 41° 43′ 56″ N, 1° 15′ 37″ E / 41.73226944444444°N,1.2602722222222222°E ca:C. Major, 17 446 msnm         | bé integrant del patrimoni cultural català | Cal Sorribes (Torrefeta i Florejacs)  | Modifica les dades a Wikidata |
|        | Cal Tomàs de Selvanera  | Selvanera               | casa         | Estil: arquitectura popular 19th century                             | 41° 49′ 55″ N, 1° 16′ 32″ E / 41.83195°N,1.2755194444444444°E ca:C. Sant Antoni, 6 497 msnm             | bé integrant del patrimoni cultural català | Cal Tomàs de Selvanera                | Modifica les dades a Wikidata |
|        | Cal Trudis              | Selvanera               | casa         | Estil: arquitectura popular 19th century                             | 41° 49′ 55″ N, 1° 16′ 33″ E / 41.831830555555555°N,1.27575°E ca:Pl. de l'Església 494 msnm              | bé integrant del patrimoni cultural català | Cal Trudis                            | Modifica les dades a Wikidata |
|        | Cal Vidal               | Torrefeta               | casa         | Estil: arquitectura barroca 18th century                             | 41° 45′ 13″ N, 1° 16′ 26″ E / 41.75371944444444°N,1.2737611111111111°E ca:C. Sant Antoni 468 msnm       | bé cultural d'interès local                | Cal Vidal (Torrefeta)                 | Modifica les dades a Wikidata |
|        | Can Sala                | Sant Martí de la Morana | casa         | Estil: arquitectura barroca 18th century                             | 41° 46′ 30″ N, 1° 15′ 24″ E / 41.77490555555555°N,1.256561111111111°E ca:C. del Portal 454 msnm         | bé cultural d'interès local                | Can Sala (Sant Martí de la Morana)    | Modifica les dades a Wikidata |
|        | Casa Colomes            | Granollers              | casa         | Estil: arquitectura popular 18th century                             | 41° 50′ 02″ N, 1° 15′ 21″ E / 41.83376944444444°N,1.2559305555555556°E 463 msnm                         | bé integrant del patrimoni cultural català | Casa Colomes                          | Modifica les dades a Wikidata |
|        | Casa Llorenç            | Sedó                    | casa         | Estil: arquitectura popular 16th century                             | 41° 43′ 56″ N, 1° 15′ 38″ E / 41.73211388888889°N,1.2606333333333333°E ca:Pl. Maguerola, 2 439 msnm     | bé integrant del patrimoni cultural català | Casa Llorenç (Sedó)                   | Modifica les dades a Wikidata |
|        | Casa Vila de Selvanera  | Selvanera               | casa         | Estil: arquitectura popular 17th century                             | 41° 49′ 56″ N, 1° 16′ 32″ E / 41.8322°N,1.2754305555555556°E ca:C. Major 495 msnm                       | bé integrant del patrimoni cultural català | Casa Vila de Selvanera                | Modifica les dades a Wikidata |
|        | Casa Viles              | Selvanera               | casa         | Estil: arquitectura popular 17th century                             | 41° 49′ 56″ N, 1° 16′ 31″ E / 41.83211111111111°N,1.275411111111111°E ca:C. Sant Antoni 501 msnm        | bé cultural d'interès local                | Casa Viles                            | Modifica les dades a Wikidata |
|        | Casa senyorial de Palou | Palou                   | casa         | Estil: arquitectura popular 14th century                             | 41° 49′ 05″ N, 1° 15′ 03″ E / 41.81793888888889°N,1.2509611111111112°E ca:C. de la Font 545 msnm        | bé integrant del patrimoni cultural català | Casa senyorial de Palou               | Modifica les dades a Wikidata |
|        | casa al carrer Portal   | Sant Martí de la Morana | casa         | Estil: arquitectura popular 18th century                             | 41° 46′ 30″ N, 1° 15′ 23″ E / 41.775055555555554°N,1.2564972222222222°E ca:C. del Portal 453 msnm       | bé integrant del patrimoni cultural català | Casa al carrer Portal                 | Modifica les dades a Wikidata |

## castell
| imatge | Nom                    | Ubicat a    | instància de | Detalls                                                                                   | coordenades | Protecció                                                                                       | Commons (més fotos)    | Dades a WD                    |
| ------ | ---------------------- | ----------- | ------------ | ----------------------------------------------------------------------------------------- | --- | ----------------------------------------------------------------------------------------------- | ---------------------- | ----------------------------- |
|        | Castell de Bellveí     | Bellveí     | castell      | Estil: arquitectura popular 16th century                                                  | 41° 45′ 19″ N, 1° 17′ 30″ E / 41.7552611111°N,1.29178055556°E ca:Carrer Ample, Bellveí 492 msnm                    | bé d'interès cultural bé cultural d'interès nacional                                            | Castell de Bellveí     | Modifica les dades a Wikidata |
|        | Castell de Castellmeià | Castellmeià | castell      | Estil: arquitectura romànica 13rd century                                                 | 41° 44′ 07″ N, 1° 18′ 06″ E / 41.7353°N,1.30167°E ca:Castellmeià, ctra. L-324, km 2 desviament a la dreta 520 msnm | bé d'interès cultural bé cultural d'interès nacional                                            | Castell de Castellmeià | Modifica les dades a Wikidata |
|        | Castell de Florejacs   | Florejacs   | castell      | Estil: arquitectura gòtica arquitectura del Renaixement arquitectura popular 14th century | 41° 48′ 02″ N, 1° 12′ 51″ E / 41.800621°N,1.21413°E ca:C. del Castell 491 msnm                                     | bé d'interès cultural bé integrant del patrimoni cultural català bé cultural d'interès nacional | Castell de Florejacs   | Modifica les dades a Wikidata |
|        | Castell de Gra         | Gra         | castell      | Estil: arquitectura barroca arquitectura popular 17th century                             | 41° 46′ 00″ N, 1° 14′ 58″ E / 41.7666°N,1.2494305555555556°E ca:Pl. del Castell 476 msnm                           | bé cultural d'interès local                                                                     | Castell de Gra         | Modifica les dades a Wikidata |
|        | Castell de Sedó        | Sedó        | castell      | Estil: arquitectura romànica 11st century                                                 | 41° 43′ 57″ N, 1° 15′ 40″ E / 41.7324611111°N,1.26100277778°E ca:C. Castell 447 msnm                               | bé cultural d'interès nacional                                                                  | Castell de Sedó        | Modifica les dades a Wikidata |
|        | Castell de les Sitges  | les Sitges  | castell      | Estil: arquitectura romànica arquitectura gòtica 13rd century                             | 41° 48′ 58″ N, 1° 13′ 41″ E / 41.816234°N,1.227978°E ca:Les Sitges 531 msnm                                        | bé d'interès cultural bé cultural d'interès nacional                                            | Castell de les Sitges  | Modifica les dades a Wikidata |
|        | Castell del Sala       | la Morana   | castell      | Estat: enderrocat o destruït                                                              | 41° 47′ 20″ N, 1° 14′ 54″ E / 41.789024°N,1.248226°E 496 msnm                                                      |                                                                                                 |                        | Modifica les dades a Wikidata |
|        | castell de la Morana   | la Morana   | castell      | Estil: arquitectura popular 16th century                                                  | 41° 46′ 55″ N, 1° 15′ 49″ E / 41.7820361111°N,1.26348888889°E ca:Carrer del Vent, la Morana 483 msnm               | bé d'interès cultural bé cultural d'interès nacional                                            | Castell de la Morana   | Modifica les dades a Wikidata |

## creu de terme
| imatge | Nom                        | Ubicat a  | instància de  | Detalls                                  | coordenades                                                                                           | Protecció                                  | Commons (més fotos)        | Dades a WD                    |
| ------ | -------------------------- | --------- | ------------- | ---------------------------------------- | --- | ------------------------------------------ | -------------------------- | ----------------------------- |
|        | creu de terme              | Gra       | creu de terme | Estil: arquitectura popular              | 41° 45′ 59″ N, 1° 15′ 10″ E / 41.76635°N,1.252913°E ca:Camí de Guissona 464 msnm                      | bé integrant del patrimoni cultural català | Creu de terme de Gra       | Modifica les dades a Wikidata |
|        | creu de terme I            | Gra       | creu de terme |                                          | 41° 45′ 59″ N, 1° 15′ 09″ E / 41.76642°N,1.25247°E ca:Camí a Guissona 465 msnm                        | bé integrant del patrimoni cultural català | Creu de terme I de Gra     | Modifica les dades a Wikidata |
|        | creu de terme III          | Gra       | creu de terme | Estil: arquitectura popular 19th century | 41° 45′ 57″ N, 1° 15′ 17″ E / 41.765972°N,1.254751°E ca:Camí a Guissona 470 msnm                      | bé integrant del patrimoni cultural català | Creu de terme III de Gra   | Modifica les dades a Wikidata |
|        | creu de terme IV           | Gra       | creu de terme | Estil: arquitectura popular 19th century | 41° 45′ 59″ N, 1° 15′ 13″ E / 41.76648°N,1.2536°E ca:Camí a Guissona 476 msnm                         | bé integrant del patrimoni cultural català | Creu de terme IV de Gra    | Modifica les dades a Wikidata |
|        | creu de terme de Bellveí   | Bellveí   | creu de terme | Estil: arquitectura popular 20th century | 41° 45′ 16″ N, 1° 17′ 31″ E / 41.754447222222°N,1.2919694444444°E ca:C. Raval de Tarroja 479 msnm     | bé integrant del patrimoni cultural català | Creu de terme de Bellveí   | Modifica les dades a Wikidata |
|        | creu de terme de Florejacs | Torrefeta | creu de terme | Estil: arquitectura popular 20th century | 41° 48′ 04″ N, 1° 12′ 55″ E / 41.800980555556°N,1.2151694444444°E 482 msnm                            | bé integrant del patrimoni cultural català | Creu de terme de Florejacs | Modifica les dades a Wikidata |
|        | creu de terme de Sedó      | Sedó      | creu de terme | Estil: arquitectura popular 20th century | 41° 44′ 19″ N, 1° 16′ 17″ E / 41.738561111111°N,1.2714305555556°E ca:Capella de Santesmasses 484 msnm | bé integrant del patrimoni cultural català | Creu de terme de Sedó      | Modifica les dades a Wikidata |
|        | creu de terme de Torrefeta | Torrefeta | creu de terme | Estil: arquitectura popular 20th century | 41° 46′ 12″ N, 1° 16′ 33″ E / 41.7701°N,1.2758°E ca:Camí a Guissona 500 msnm                          | bé integrant del patrimoni cultural català | Creu de terme de Torrefeta | Modifica les dades a Wikidata |

## curs d'aigua
| imatge | Nom                               | Ubicat a                                         | instància de | Detalls                                                    | coordenades | Protecció | Commons (més fotos) | Dades a WD                    |
| ------ | --------------------------------- | ------------------------------------------------ | ------------ | ---------------------------------------------------------- | --- | --------- | ------------------- | ----------------------------- |
|        | Clot del Bancal                   | Pinell de Solsonès Torrefeta i Florejacs         | curs d'aigua | Desemboca: rasa del Pujol (Segarra-Solsonès) Llarg: 0.88km | 41° 55′ 23″ N, 1° 17′ 59″ E / 41.922961°N,1.299664°E 41° 55′ 14″ N, 1° 18′ 32″ E / 41.920554°N,1.308911°E                   |           |                     | Modifica les dades a Wikidata |
|        | Sió                               | Segarra Noguera Urgell                           | curs d'aigua | Desemboca: Segre Llarg: 77km                               | 41° 41′ 12″ N, 1° 23′ 30″ E / 41.68653°N,1.3916069444444443°E 41° 48′ 04″ N, 0° 48′ 38″ E / 41.80124°N,0.8105361111111111°E |           | Sió River           | Modifica les dades a Wikidata |
|        | rasa del Pujol (Segarra-Solsonès) | Pinell de Solsonès Sanaüja Torrefeta i Florejacs | curs d'aigua | Desemboca: riera de Sanaüja Llarg: 7.15km Conca: 10.77km²  | 41° 56′ 40″ N, 1° 18′ 46″ E / 41.944307°N,1.31269°E 41° 53′ 21″ N, 1° 19′ 24″ E / 41.889236°N,1.323295°E                    |           |                     | Modifica les dades a Wikidata |

## entitat singular de població
| imatge | Nom                     | Ubicat a              | instància de                                   | Detalls | coordenades | Protecció | Commons (més fotos)                | Dades a WD                    |
| ------ | ----------------------- | --------------------- | ---------------------------------------------- | ------- | --- | --------- | ---------------------------------- | ----------------------------- |
|        | Bellveí                 | Torrefeta i Florejacs | entitat singular de població                   | 40 hab  | 41° 45′ 18″ N, 1° 17′ 30″ E / 41.75488611°N,1.291625°E ca:Ctra. L-311, desviació al km 10,900 412 msnm                   |           | Bellveí (Torrefeta i Florejacs)    | Modifica les dades a Wikidata |
|        | Castellmeià             | Torrefeta i Florejacs | entitat singular de població                   | 0 hab   | 41° 44′ 06″ N, 1° 18′ 07″ E / 41.735116°N,1.301985°E 520 msnm                                                            |           | Castellmeià                        | Modifica les dades a Wikidata |
|        | Florejacs               | Torrefeta i Florejacs | entitat singular de població                   | 57 hab  | 41° 48′ 02″ N, 1° 12′ 50″ E / 41.80044444°N,1.21401667°E 471 msnm                                                        |           | Florejacs (Torrefeta i Florejacs)  | Modifica les dades a Wikidata |
|        | Gra                     | Torrefeta i Florejacs | entitat singular de població                   | 33 hab  | 41° 46′ 00″ N, 1° 14′ 58″ E / 41.7666°N,1.249431°E 470 msnm                                                              |           | Gra (Torrefeta i Florejacs)        | Modifica les dades a Wikidata |
|        | Granollers              | Torrefeta i Florejacs | entitat singular de població                   | 2 hab   | 41° 50′ 02″ N, 1° 15′ 23″ E / 41.833778°N,1.256333°E ca:Camí de Granollers (accés des de la ctra. de Selvanera) 460 msnm |           | Granollers (Torrefeta i Florejacs) | Modifica les dades a Wikidata |
|        | Palou                   | Torrefeta i Florejacs | entitat singular de població                   | 60 hab  | 41° 49′ 04″ N, 1° 15′ 02″ E / 41.81789167°N,1.25059722°E 551 msnm                                                        |           | Palou (Torrefeta i Florejacs)      | Modifica les dades a Wikidata |
|        | Riber                   | Torrefeta i Florejacs | entitat singular de població                   | 20 hab  | 41° 43′ 53″ N, 1° 14′ 59″ E / 41.73145°N,1.24981°E 435 msnm                                                              |           | Riber (Torrefeta i Florejacs)      | Modifica les dades a Wikidata |
|        | Sant Martí de la Morana | Torrefeta i Florejacs | entitat singular de població                   | 22 hab  | 41° 46′ 27″ N, 1° 15′ 25″ E / 41.77423889°N,1.25687778°E 457 msnm                                                        |           | Sant Martí de la Morana            | Modifica les dades a Wikidata |
|        | Sedó                    | Torrefeta i Florejacs | entitat singular de població                   | 112 hab | 41° 43′ 57″ N, 1° 15′ 37″ E / 41.73243056°N,1.26025833°E ca:Ctra. L-324. Km. 9 450 msnm                                  |           | Sedó (Torrefeta i Florejacs)       | Modifica les dades a Wikidata |
|        | Selvanera               | Torrefeta i Florejacs | entitat singular de població                   | 61 hab  | 41° 49′ 55″ N, 1° 16′ 30″ E / 41.83194722°N,1.27503889°E ca:Ctra. L-314. Km 8 500 msnm                                   |           | Selvanera                          | Modifica les dades a Wikidata |
|        | Torrefeta               | Torrefeta i Florejacs | entitat singular de població capital municipal | 67 hab  | 41° 45′ 14″ N, 1° 16′ 27″ E / 41.75385278°N,1.27420833°E 475 msnm                                                        |           | Torrefeta                          | Modifica les dades a Wikidata |
|        | el Far                  | Torrefeta i Florejacs | entitat singular de població                   | 0 hab   | 41° 45′ 07″ N, 1° 19′ 41″ E / 41.752056°N,1.327994°E 435 msnm                                                            |           |                                    | Modifica les dades a Wikidata |
|        | el Llor                 | Torrefeta i Florejacs | entitat singular de població                   | 58 hab  | 41° 44′ 44″ N, 1° 18′ 27″ E / 41.74559444°N,1.30746667°E 491 msnm                                                        |           | El Llor                            | Modifica les dades a Wikidata |
|        | la Morana               | Torrefeta i Florejacs | entitat singular de població                   | 72 hab  | 41° 46′ 55″ N, 1° 15′ 49″ E / 41.78203611°N,1.26358889°E 412 msnm                                                        |           | La Morana (Torrefeta i Florejacs)  | Modifica les dades a Wikidata |
|        | les Cases de la Serra   | Torrefeta i Florejacs | entitat singular de població                   | 4 hab   | 41° 54′ 18″ N, 1° 18′ 16″ E / 41.904924°N,1.304397°E 560 msnm                                                            |           | Les Cases de la Serra              | Modifica les dades a Wikidata |

## església
| imatge | Nom                                      | Ubicat a                | instància de                 | Detalls                                                        | coordenades | Protecció                                  | Commons (més fotos)                      | Dades a WD                    |
| ------ | ---------------------------------------- | ----------------------- | ---------------------------- | -------------------------------------------------------------- | --- | ------------------------------------------ | ---------------------------------------- | ----------------------------- |
|        | Mare de Déu de la Soledat de Selvanera   | Selvanera               | església                     | Estil: arquitectura barroca 17th century                       | 41° 49′ 32″ N, 1° 16′ 30″ E / 41.825669444444°N,1.2749611111111°E ca:Al peu de la ctra. L-314 a Sanahuja 475 msnm | bé cultural d'interès local                | Mare de Déu de la Soledat de Selvanera   | Modifica les dades a Wikidata |
|        | Mare de Déu de les Flors de Maig         | Torrefeta               | església                     | Estil: historicisme arquitectònic 20th century                 | 41° 46′ 15″ N, 1° 16′ 34″ E / 41.7707°N,1.27624°E ca:Camí de Torrefeta a Guissona 501 msnm                        | bé integrant del patrimoni cultural català | Mare de Déu de les Flors de Maig         | Modifica les dades a Wikidata |
|        | Sant Amanç de Torrefeta                  | Torrefeta               | església                     | Estil: arquitectura barroca 17th century                       | 41° 45′ 14″ N, 1° 16′ 24″ E / 41.754019444444°N,1.2732111111111°E ca:Pl. de l'Església 473 msnm                   | bé cultural d'interès local                | Sant Amanç de Torrefeta                  | Modifica les dades a Wikidata |
|        | Sant Donat de Sedó                       | Sedó                    | església                     | Estil: arquitectura popular 16th century                       | 41° 43′ 58″ N, 1° 15′ 33″ E / 41.73266111111111°N,1.2592611111111112°E ca:Pl. de l'Església 451 msnm              | bé cultural d'interès local                | Sant Donat de Sedó                       | Modifica les dades a Wikidata |
|        | Sant Esteve de la Morana                 | la Morana               | església                     | Estil: arquitectura romànica arquitectura popular 12nd century | 41° 46′ 56″ N, 1° 15′ 48″ E / 41.78235°N,1.2632611111111°E ca:Pl. Gabriel Benet 485 msnm                          | bé cultural d'interès local                | Sant Esteve de la Morana                 | Modifica les dades a Wikidata |
|        | Sant Jaume de Bellveí                    | Bellveí                 | església                     | Estil: arquitectura barroca 17th century                       | 41° 45′ 18″ N, 1° 17′ 29″ E / 41.7549°N,1.2914805555556°E ca:Pl. de Sant Jaume 489 msnm                           | bé cultural d'interès local                | Sant Jaume de Bellveí                    | Modifica les dades a Wikidata |
|        | Sant Jaume de Granollers                 | Granollers              | església ermita              | Estil: arquitectura popular 19th century                       | 41° 50′ 04″ N, 1° 15′ 25″ E / 41.834369444444°N,1.2568694444444°E 465 msnm                                        | bé cultural d'interès local                | Sant Jaume de Granollers                 | Modifica les dades a Wikidata |
|        | Sant Julià del Llor                      | el Llor                 | església església parroquial | 12nd century                                                   | 41° 44′ 48″ N, 1° 18′ 35″ E / 41.7466194444°N,1.30976111111°E ca:Pl. de l'Església 522 msnm                       | bé integrant del patrimoni cultural català | Sant Julià del Llor (Torrefeta)          | Modifica les dades a Wikidata |
|        | Sant Pere del Pujol                      | les Cases de la Serra   | església                     | Estil: arquitectura romànica 13rd century                      | 41° 53′ 49″ N, 1° 19′ 00″ E / 41.89683055555555°N,1.3166888888888888°E ca:Mas Pujol 532 msnm                      | bé cultural d'interès local                | Sant Pere del Pujol                      | Modifica les dades a Wikidata |
|        | Sant Pere del castell de les Sitges      | les Sitges              | església                     | Estil: arquitectura romànica 12nd century                      | 41° 48′ 57″ N, 1° 13′ 42″ E / 41.8158°N,1.22842°E 528 msnm                                                        | bé cultural d'interès local                | Sant Pere del Castell de les Sitges      | Modifica les dades a Wikidata |
|        | Sant Salvador de Gra                     | Gra                     | església                     | Estil: arquitectura romànica arquitectura barroca 12nd century | 41° 45′ 59″ N, 1° 15′ 03″ E / 41.76634°N,1.2509°E ca:Pl. de l'Església 469 msnm                                   | bé cultural d'interès local                | Sant Salvador de Gra                     | Modifica les dades a Wikidata |
|        | Sant Sebastià i Sant Isidre de Selvanera | Selvanera               | església                     | Estil: arquitectura barroca 18th century                       | 41° 49′ 55″ N, 1° 16′ 33″ E / 41.83206111111111°N,1.2759194444444444°E ca:Pl. l'Església 494 msnm                 | bé cultural d'interès local                | Sant Sebastià i Sant Isidre de Selvanera | Modifica les dades a Wikidata |
|        | Sant Vicenç de mas Mascó                 | Selvanera               | església capella             |                                                                | 41° 49′ 50″ N, 1° 17′ 30″ E / 41.8304830942211°N,1.29159852667686°E 481 msnm                                      |                                            | Sant Vicenç de mas Mascó                 | Modifica les dades a Wikidata |
|        | Santa Anna de Riber                      | Riber                   | església                     | Estil: arquitectura romànica 12nd century                      | 41° 43′ 54″ N, 1° 15′ 00″ E / 41.73161944444445°N,1.2500694444444445°E ca:Pl. de Santa Anna 437 msnm              | bé cultural d'interès local                | Santa Anna de Riber                      | Modifica les dades a Wikidata |
|        | Santa Maria de Castellmeià               | Castellmeià             | església                     | Estil: arquitectura romànica 11st century                      | 41° 44′ 06″ N, 1° 18′ 09″ E / 41.7349805556°N,1.30248055556°E ca:Ctra. L-324, km 2 desviament a la dreta 525 msnm | bé integrant del patrimoni cultural català | Santa Maria de Castellmeià               | Modifica les dades a Wikidata |
|        | Santa Maria de Florejacs                 | Florejacs               | església                     | Estil: arquitectura barroca 18th century                       | 41° 48′ 03″ N, 1° 12′ 51″ E / 41.80073888888889°N,1.214261111111111°E ca:Placeta de l'Església 489 msnm           | bé cultural d'interès local                | Santa Maria de Florejacs                 | Modifica les dades a Wikidata |
|        | Santa Maria de Sant Martí de la Morana   | Sant Martí de la Morana | església                     | Estil: arquitectura barroca 17th century                       | 41° 46′ 29″ N, 1° 15′ 25″ E / 41.77468888888889°N,1.2569611111111112°E ca:C. de l'Església 450 msnm               | bé cultural d'interès local                | Santa Maria de Sant Martí de la Morana   | Modifica les dades a Wikidata |
|        | Santa Maria de Tauladells                | Gra                     | església                     | Estil: arquitectura romànica 12nd century Estat: ruïnós        | 41° 45′ 49″ N, 1° 14′ 14″ E / 41.76352°N,1.23728°E ca:A ponent del nucli de Gra 422 msnm                          | bé integrant del patrimoni cultural català | Santa Maria de Tauladells                | Modifica les dades a Wikidata |
|        | Santes Masses de Sedó                    | Sedó                    | església ermita              | Estil: arquitectura barroca                                    | 41° 44′ 20″ N, 1° 16′ 17″ E / 41.73875°N,1.2712888888889°E 486 msnm                                               | bé cultural d'interès local                | Santes Masses de Sedó                    | Modifica les dades a Wikidata |

## font
| imatge | Nom                         | Ubicat a    | instància de | Detalls                                  | coordenades                                                                                        | Protecció                                  | Commons (més fotos)         | Dades a WD                    |
| ------ | --------------------------- | ----------- | ------------ | ---------------------------------------- | -------------------------------------------------------------------------------------------------- | ------------------------------------------ | --------------------------- | ----------------------------- |
|        | font de Meià                | Castellmeià | font         |                                          | 41° 44′ 15″ N, 1° 17′ 51″ E / 41.737390820888°N,1.29762796572643°E 481 msnm                        |                                            |                             | Modifica les dades a Wikidata |
|        | font de Passeres            | Selvanera   | font         |                                          | 41° 50′ 45″ N, 1° 15′ 32″ E / 41.8459134837282°N,1.25877460831377°E 481 msnm                       |                                            |                             | Modifica les dades a Wikidata |
|        | font del Poble de Torrefeta | Torrefeta   | font         | Estil: arquitectura popular 20th century | 41° 45′ 23″ N, 1° 16′ 25″ E / 41.75631944444444°N,1.2735694444444443°E ca:Camí a Guissona 457 msnm | bé integrant del patrimoni cultural català | Font del Poble de Torrefeta | Modifica les dades a Wikidata |

## granja
| imatge | Nom                    | Ubicat a                | instància de | Detalls | coordenades                                                                  | Protecció | Commons (més fotos) | Dades a WD                    |
| ------ | ---------------------- | ----------------------- | ------------ | ------- | ---------------------------------------------------------------------------- | --------- | ------------------- | ----------------------------- |
|        | Granges Minguell       | Sant Martí de la Morana | granja       |         | 41° 46′ 33″ N, 1° 15′ 34″ E / 41.7757891657356°N,1.25938576983947°E 443 msnm |           |                     | Modifica les dades a Wikidata |
|        | Granges Nial           | la Morana               | granja       |         | 41° 46′ 33″ N, 1° 16′ 30″ E / 41.7758358087453°N,1.27501402282935°E 474 msnm |           |                     | Modifica les dades a Wikidata |
|        | Granges de Mas Farell  | Selvanera               | granja       |         | 41° 50′ 37″ N, 1° 14′ 58″ E / 41.8435459198163°N,1.24937173283366°E 431 msnm |           |                     | Modifica les dades a Wikidata |
|        | Granges de Mas Formiga | Selvanera               | granja       |         | 41° 50′ 36″ N, 1° 15′ 19″ E / 41.8432134975579°N,1.25534286184712°E 420 msnm |           |                     | Modifica les dades a Wikidata |
|        | Granges del Gener      | el Llor                 | granja       |         | 41° 44′ 33″ N, 1° 18′ 19″ E / 41.7424827662389°N,1.30515384172772°E 514 msnm |           |                     | Modifica les dades a Wikidata |
|        | Granges del Mi         | el Llor                 | granja       |         | 41° 44′ 39″ N, 1° 18′ 21″ E / 41.7441494490745°N,1.30579548533925°E 537 msnm |           |                     | Modifica les dades a Wikidata |
|        | Granges del Puig-redó  | Sedó                    | granja       |         | 41° 44′ 09″ N, 1° 15′ 36″ E / 41.7358632523956°N,1.25999556921141°E 455 msnm |           |                     | Modifica les dades a Wikidata |
|        | Granges del Rafael     | el Llor                 | granja       |         | 41° 44′ 37″ N, 1° 18′ 52″ E / 41.7435302227954°N,1.31451855619159°E 528 msnm |           |                     | Modifica les dades a Wikidata |
|        | Granges del Rius       | el Llor                 | granja       |         | 41° 44′ 43″ N, 1° 18′ 38″ E / 41.7451461785087°N,1.31048356570013°E 515 msnm |           |                     | Modifica les dades a Wikidata |
|        | Granges del Roca       | Sedó                    | granja       |         | 41° 44′ 08″ N, 1° 15′ 57″ E / 41.735454428521°N,1.26571820083594°E 470 msnm  |           |                     | Modifica les dades a Wikidata |
|        | Granges del Segura     | Riber                   | granja       |         | 41° 44′ 01″ N, 1° 14′ 59″ E / 41.7335264188699°N,1.24964583633032°E 434 msnm |           |                     | Modifica les dades a Wikidata |
|        | Granges del Vilardosa  | el Llor                 | granja       |         | 41° 44′ 44″ N, 1° 18′ 16″ E / 41.7455091897488°N,1.30455709750296°E 539 msnm |           |                     | Modifica les dades a Wikidata |
|        | Granja Serra           | la Morana               | granja       |         | 41° 46′ 42″ N, 1° 16′ 20″ E / 41.778249084838°N,1.2721831024191°E 457 msnm   |           |                     | Modifica les dades a Wikidata |
|        | Granja de Mas de Nadal | Selvanera               | granja       |         | 41° 50′ 09″ N, 1° 18′ 10″ E / 41.8359251948044°N,1.30267806381092°E 510 msnm |           |                     | Modifica les dades a Wikidata |
|        | Granja de l'Argelic    | Bellveí                 | granja       |         | 41° 45′ 11″ N, 1° 17′ 28″ E / 41.7530277899796°N,1.29105654698014°E 475 msnm |           |                     | Modifica les dades a Wikidata |
|        | Granja del Beneit      | la Morana               | granja       |         | 41° 46′ 53″ N, 1° 15′ 29″ E / 41.781401°N,1.257967°E 445 msnm                |           |                     | Modifica les dades a Wikidata |
|        | Granja del Castell     | Gra                     | granja       |         | 41° 45′ 56″ N, 1° 15′ 13″ E / 41.7654340928507°N,1.25361466981585°E 456 msnm |           |                     | Modifica les dades a Wikidata |
|        | Granja del Castellar   | Sedó                    | granja       |         | 41° 44′ 21″ N, 1° 15′ 35″ E / 41.7392270662822°N,1.25968829053235°E 452 msnm |           |                     | Modifica les dades a Wikidata |
|        | Granja del Creus       | Selvanera               | granja       |         | 41° 49′ 57″ N, 1° 16′ 24″ E / 41.8324965100994°N,1.2732643288593°E 494 msnm  |           |                     | Modifica les dades a Wikidata |
|        | Granja del Cunyat      | Sedó                    | granja       |         | 41° 43′ 39″ N, 1° 15′ 32″ E / 41.7276123609369°N,1.25875148778161°E 437 msnm |           |                     | Modifica les dades a Wikidata |
|        | Granja del Gasparó     | el Llor                 | granja       |         | 41° 44′ 51″ N, 1° 18′ 43″ E / 41.7474024649768°N,1.31202394228976°E 517 msnm |           |                     | Modifica les dades a Wikidata |
|        | Granja del Gavarnet    | Sant Martí de la Morana | granja       |         | 41° 46′ 36″ N, 1° 15′ 28″ E / 41.7765748043536°N,1.25774018853623°E 452 msnm |           |                     | Modifica les dades a Wikidata |
|        | Granja del Gener       | Bellveí                 | granja       |         | 41° 45′ 22″ N, 1° 17′ 33″ E / 41.7561547604183°N,1.29238088439917°E 484 msnm |           |                     | Modifica les dades a Wikidata |
|        | Granja del Pallet      | Florejacs               | granja       |         | 41° 47′ 59″ N, 1° 12′ 33″ E / 41.7997668616311°N,1.20915887475067°E 468 msnm |           |                     | Modifica les dades a Wikidata |
|        | Granja del Roquer      | Riber                   | granja       |         | 41° 43′ 39″ N, 1° 14′ 59″ E / 41.7274831054704°N,1.24965363310422°E 442 msnm |           |                     | Modifica les dades a Wikidata |
|        | Granja del Secanell    | Bellveí                 | granja       |         | 41° 45′ 43″ N, 1° 18′ 07″ E / 41.7620780452711°N,1.30189544864824°E 507 msnm |           |                     | Modifica les dades a Wikidata |
|        | Granja del Tàssies     | el Far                  | granja       |         | 41° 45′ 11″ N, 1° 19′ 41″ E / 41.7530424421792°N,1.32816169712421°E 538 msnm |           |                     | Modifica les dades a Wikidata |
|        | Granja del Valentí     | el Llor                 | granja       |         | 41° 44′ 59″ N, 1° 18′ 29″ E / 41.7496492535778°N,1.30802018258767°E 508 msnm |           |                     | Modifica les dades a Wikidata |

## masia
| imatge | Nom                     | Ubicat a                | instància de | Detalls                                                | coordenades | Protecció                                  | Commons (més fotos)                    | Dades a WD                    |
| ------ | ----------------------- | ----------------------- | ------------ | ------------------------------------------------------ | --- | ------------------------------------------ | -------------------------------------- | ----------------------------- |
|        | Ca l'Ermet              | Selvanera               | masia        | Estil: arquitectura popular 19th century Estat: ruïnós | 41° 49′ 14″ N, 1° 17′ 50″ E / 41.82044°N,1.29724°E 515 msnm                                                                                 | bé integrant del patrimoni cultural català |                                        | Modifica les dades a Wikidata |
|        | Ca l'Escuder            | Florejacs               | masia        | Estil: arquitectura popular 19th century               | 41° 48′ 05″ N, 1° 13′ 08″ E / 41.80146111111111°N,1.218788888888889°E ca:ctra. LV-3133, km 3,5 481 msnm                                     | bé integrant del patrimoni cultural català | Ca l'Escuder                           | Modifica les dades a Wikidata |
|        | Ca l'Heuret             | Castellmeià             | masia        | Estat: ruïnós                                          | 41° 44′ 14″ N, 1° 18′ 14″ E / 41.7371771733974°N,1.3038864833293°E 500 msnm                                                                 |                                            |                                        | Modifica les dades a Wikidata |
|        | Cal Bater               | el Llor                 | masia        |                                                        | 41° 44′ 26″ N, 1° 18′ 15″ E / 41.7404508092432°N,1.30417310523596°E 498 msnm                                                                |                                            | Cal Bater                              | Modifica les dades a Wikidata |
|        | Cal Canet               | Palou                   | masia        | Estil: arquitectura popular 19th century               | 41° 48′ 56″ N, 1° 14′ 38″ E / 41.81565°N,1.2437805555556°E ca:ctra. Florejacs 515 msnm                                                      | bé integrant del patrimoni cultural català | Cal Canet (Palou)                      | Modifica les dades a Wikidata |
|        | Cal Ferrer              | la Morana               | masia        |                                                        | 41° 47′ 20″ N, 1° 15′ 55″ E / 41.7887654351239°N,1.26519629403925°E 491 msnm                                                                |                                            |                                        | Modifica les dades a Wikidata |
|        | Cal Frare               | les Cases de la Serra   | masia        | Estil: arquitectura popular 18th century               | 41° 53′ 57″ N, 1° 17′ 31″ E / 41.8991°N,1.2919888888888889°E 626 msnm                                                                       | bé integrant del patrimoni cultural català | Cal Frare (Torrefeta i Florejacs)      | Modifica les dades a Wikidata |
|        | Cal Llucià              | Palou                   | masia        |                                                        | 41° 49′ 06″ N, 1° 15′ 13″ E / 41.8182670360969°N,1.25366049895487°E 515 msnm                                                                |                                            |                                        | Modifica les dades a Wikidata |
|        | Cal Maginer             | Sedó                    | masia        |                                                        | 41° 43′ 20″ N, 1° 15′ 50″ E / 41.7220885564461°N,1.26392582572259°E 472 msnm                                                                |                                            |                                        | Modifica les dades a Wikidata |
|        | Cal Mingo               | Palou                   | masia        |                                                        | 41° 49′ 05″ N, 1° 15′ 09″ E / 41.8181144192382°N,1.25250881920447°E 529 msnm                                                                |                                            |                                        | Modifica les dades a Wikidata |
|        | Cal Mutxatxà            | Selvanera               | masia        | Estil: arquitectura popular 19th century               | 41° 49′ 27″ N, 1° 18′ 07″ E / 41.82411944444444°N,1.3019888888888889°E ca:camí de Can Mascó a Can Mutxatxà 474 msnm                         | bé integrant del patrimoni cultural català | Cal Mutxatxà                           | Modifica les dades a Wikidata |
|        | Cal Salvador            | Selvanera               | masia        | Estil: arquitectura popular 19th century Estat: ruïnós | 41° 49′ 17″ N, 1° 17′ 50″ E / 41.82138°N,1.29717°E 512 msnm                                                                                 | bé integrant del patrimoni cultural català |                                        | Modifica les dades a Wikidata |
|        | Cal Torra               | la Morana               | masia        |                                                        | 41° 46′ 51″ N, 1° 15′ 44″ E / 41.7807425293076°N,1.2623442310038°E 482 msnm                                                                 |                                            |                                        | Modifica les dades a Wikidata |
|        | Can Manel de la Vall    | Selvanera               | masia        | Estil: arquitectura popular 19th century               | 41° 49′ 28″ N, 1° 16′ 14″ E / 41.82435°N,1.2706694444444°E ca:Camí Vell a Palou 502 msnm                                                    | bé integrant del patrimoni cultural català | Can Manel de la Vall                   | Modifica les dades a Wikidata |
|        | Can Rius                | el Llor                 | masia        |                                                        | 41° 44′ 40″ N, 1° 18′ 38″ E / 41.7445449125942°N,1.31063162031138°E 515 msnm                                                                |                                            |                                        | Modifica les dades a Wikidata |
|        | Casa Cinca              | la Morana               | masia        | Estat: enderrocat o destruït                           | 41° 46′ 55″ N, 1° 16′ 16″ E / 41.7819903098774°N,1.27102250529304°E 450 msnm                                                                |                                            |                                        | Modifica les dades a Wikidata |
|        | Casanova de Pujol       | les Cases de la Serra   | masia        | Estil: arquitectura popular 19th century               | 41° 54′ 00″ N, 1° 18′ 18″ E / 41.90001°N,1.30489°E 558 msnm                                                                                 | bé integrant del patrimoni cultural català | Casanova de Pujol                      | Modifica les dades a Wikidata |
|        | Caseta de Palou         | Palou                   | masia        |                                                        | 41° 49′ 10″ N, 1° 14′ 50″ E / 41.8195204528771°N,1.24725720688075°E 487 msnm                                                                |                                            |                                        | Modifica les dades a Wikidata |
|        | Clusca                  | Palou                   | masia        |                                                        | 41° 48′ 56″ N, 1° 15′ 04″ E / 41.8156598578858°N,1.25101044100668°E 535 msnm                                                                |                                            |                                        | Modifica les dades a Wikidata |
|        | Era del Manuel          | Selvanera               | masia        | Estil: arquitectura popular 19th century Estat: ruïnós | 41° 50′ 01″ N, 1° 17′ 18″ E / 41.8337°N,1.2882305555555555°E ca:A 250 m de l'església per un camí sense asfaltar, direc. Mas Fiter 456 msnm | bé integrant del patrimoni cultural català | Era del Manuel                         | Modifica les dades a Wikidata |
|        | Gardeny                 | Sedó                    | masia        |                                                        | 41° 43′ 37″ N, 1° 15′ 21″ E / 41.726968°N,1.255775°E 448 msnm                                                                               |                                            |                                        | Modifica les dades a Wikidata |
|        | Hostal de Riber         | Riber                   | masia        |                                                        | 41° 44′ 05″ N, 1° 15′ 00″ E / 41.7346221760024°N,1.25003692626787°E 437 msnm                                                                |                                            |                                        | Modifica les dades a Wikidata |
|        | Lo Casalot              | Selvanera               | masia        | Estat: ruïnós                                          | 41° 49′ 29″ N, 1° 16′ 01″ E / 41.824639792465°N,1.26708168244462°E 487 msnm                                                                 |                                            |                                        | Modifica les dades a Wikidata |
|        | Lo Termenet             | Florejacs               | masia        | Estil: arquitectura popular 19th century               | 41° 46′ 10″ N, 1° 10′ 09″ E / 41.769511111111115°N,1.1692888888888888°E ca:Des d'Osso de Sió, pista de darrera l'església, a 1 km 404 msnm  | bé integrant del patrimoni cultural català | Lo Termenet                            | Modifica les dades a Wikidata |
|        | Mas Farell              | Selvanera               | masia        | Estil: arquitectura popular 18th century               | 41° 50′ 35″ N, 1° 14′ 54″ E / 41.84291944444445°N,1.24835°E 435 msnm                                                                        | bé integrant del patrimoni cultural català | Mas Farell                             | Modifica les dades a Wikidata |
|        | Mas Fiter               | Selvanera               | masia        | Estil: arquitectura popular 18th century Estat: ruïnós | 41° 50′ 56″ N, 1° 16′ 52″ E / 41.84888888888889°N,1.2810805555555556°E 500 msnm                                                             | bé integrant del patrimoni cultural català | Mas Fiter                              | Modifica les dades a Wikidata |
|        | Mas Formiga             | Selvanera               | masia        |                                                        | 41° 50′ 35″ N, 1° 15′ 13″ E / 41.8429694292256°N,1.25350668075095°E 424 msnm                                                                |                                            |                                        | Modifica les dades a Wikidata |
|        | Mas Garriga             | les Cases de la Serra   | masia        | Estil: arquitectura popular 18th century               | 41° 54′ 45″ N, 1° 18′ 09″ E / 41.912588888889°N,1.3025805555556°E 609 msnm                                                                  | bé cultural d'interès local                | Mas Garriga                            | Modifica les dades a Wikidata |
|        | Mas Mascó               | Selvanera               | masia        | Estil: arquitectura popular 18th century               | 41° 49′ 50″ N, 1° 17′ 33″ E / 41.8306°N,1.2923805555555556°E 481 msnm                                                                       | bé integrant del patrimoni cultural català | Mas Mascó                              | Modifica les dades a Wikidata |
|        | Mas Passeres            | Selvanera               | masia        | Estil: arquitectura popular 18th century               | 41° 50′ 55″ N, 1° 15′ 11″ E / 41.84873888888889°N,1.2531611111111112°E 442 msnm                                                             | bé integrant del patrimoni cultural català | Mas Passeres                           | Modifica les dades a Wikidata |
|        | Mas Roig                | Florejacs               | masia        | Estil: arquitectura popular 18th century Estat: ruïnós | 41° 47′ 29″ N, 1° 10′ 49″ E / 41.79148888888889°N,1.1802°E ca:A tocar del terme d'Oliola 427 msnm                                           | bé cultural d'interès local                | Mas Roig (Florejacs)                   | Modifica les dades a Wikidata |
|        | Mas de Nadal            | Selvanera               | masia        | Estil: arquitectura popular 18th century               | 41° 50′ 05″ N, 1° 18′ 09″ E / 41.83461944444444°N,1.302488888888889°E 510 msnm                                                              | bé integrant del patrimoni cultural català | Mas de Nadal                           | Modifica les dades a Wikidata |
|        | Mas de la Vila          | les Cases de la Serra   | masia        | Estil: arquitectura popular 17th century               | 41° 55′ 05″ N, 1° 18′ 34″ E / 41.9181°N,1.3093805555555555°E 607 msnm                                                                       | bé cultural d'interès local                | Mas de la Vila (les Cases de la Serra) | Modifica les dades a Wikidata |
|        | Masia Llordes           | Selvanera               | masia        |                                                        | 41° 50′ 07″ N, 1° 16′ 07″ E / 41.8351464821796°N,1.26861671332546°E 442 msnm                                                                |                                            |                                        | Modifica les dades a Wikidata |
|        | Masia Llorenç           | Florejacs               | masia        | Estil: arquitectura popular 19th century               | 41° 48′ 24″ N, 1° 11′ 51″ E / 41.80653888888889°N,1.1975805555555556°E 483 msnm                                                             | bé cultural d'interès local                | Masia Llorenç                          | Modifica les dades a Wikidata |
|        | Masia Vilalta           | Florejacs               | masia        | Estil: arquitectura popular 19th century               | 41° 48′ 40″ N, 1° 12′ 13″ E / 41.81103888888889°N,1.2035805555555554°E ca:camí a Guardiola 480 msnm                                         | bé cultural d'interès local                | Masia Vilalta                          | Modifica les dades a Wikidata |
|        | Masia de Sant Cristòfol | Sant Martí de la Morana | masia        | Estat: ruïnós                                          | 41° 46′ 55″ N, 1° 14′ 32″ E / 41.7820140152248°N,1.24232290750085°E 490 msnm                                                                |                                            |                                        | Modifica les dades a Wikidata |
|        | Masia del Clot          | Selvanera               | masia        |                                                        | 41° 49′ 35″ N, 1° 17′ 09″ E / 41.8264704663875°N,1.28584104756046°E 472 msnm                                                                |                                            |                                        | Modifica les dades a Wikidata |
|        | Masia del Gravat        | Florejacs               | masia        | Estil: arquitectura popular 19th century               | 41° 47′ 07″ N, 1° 10′ 49″ E / 41.78523055555556°N,1.1803388888888888°E ca:camí de Pallargues a Renant 401 msnm                              | bé integrant del patrimoni cultural català | Masia del Gravat                       | Modifica les dades a Wikidata |
|        | Masia del Xeu           | Sant Martí de la Morana | masia        |                                                        | 41° 46′ 37″ N, 1° 14′ 55″ E / 41.7769125658872°N,1.24856254600556°E 460 msnm                                                                |                                            |                                        | Modifica les dades a Wikidata |
|        | Masia dels Plans        | Florejacs               | masia        | Estil: arquitectura popular 19th century               | 41° 48′ 28″ N, 1° 14′ 13″ E / 41.80773888888889°N,1.2369694444444446°E ca:Camí del Mas d'en Porta 506 msnm                                  | bé integrant del patrimoni cultural català | Masia dels Plans                       | Modifica les dades a Wikidata |
|        | Molí dels Frares        | Sant Martí de la Morana | masia        |                                                        | 41° 46′ 18″ N, 1° 15′ 05″ E / 41.7717040577658°N,1.25133910721108°E 429 msnm                                                                |                                            |                                        | Modifica les dades a Wikidata |
|        | Montanyana              | Torrefeta i Florejacs   | masia        | Estil: arquitectura popular 18th century               | 41° 49′ 14″ N, 1° 17′ 08″ E / 41.820661111111114°N,1.2856°E 517 msnm                                                                        | bé cultural d'interès local                | Montanyana (Selvanera)                 | Modifica les dades a Wikidata |
|        | Pujol                   | les Cases de la Serra   | masia        | Estil: arquitectura popular 17th century               | 41° 53′ 53″ N, 1° 19′ 04″ E / 41.89798055555555°N,1.31765°E 539 msnm                                                                        | bé integrant del patrimoni cultural català | Pujol (Torrefeta i Florejacs)          | Modifica les dades a Wikidata |
|        | Rodamilans              | Selvanera               | masia        | Estil: arquitectura popular 19th century Estat: ruïnós | 41° 50′ 47″ N, 1° 15′ 43″ E / 41.846330555555554°N,1.2620694444444445°E ca:Ctra. L-314, km 5,5 421 msnm                                     | bé integrant del patrimoni cultural català | Rodamilans                             | Modifica les dades a Wikidata |
|        | el Casalot de Palou     | Palou                   | masia        | Estil: arquitectura popular 20th century               | 41° 48′ 46″ N, 1° 15′ 34″ E / 41.81288888888889°N,1.2593305555555556°E ca:ctra. L-313 527 msnm                                              | bé integrant del patrimoni cultural català | El Casalot de Palou                    | Modifica les dades a Wikidata |
|        | els Domenges            | Torrefeta               | masia        |                                                        | 41° 45′ 05″ N, 1° 15′ 51″ E / 41.7513365410597°N,1.26416007441935°E 443 msnm                                                                |                                            |                                        | Modifica les dades a Wikidata |
|        | la Bardissa             | Palou                   | masia        | Estil: arquitectura popular 19th century Estat: ruïnós | 41° 49′ 31″ N, 1° 14′ 31″ E / 41.8254°N,1.2419805555555556°E 453 msnm                                                                       | bé integrant del patrimoni cultural català | La Bardissa                            | Modifica les dades a Wikidata |
|        | la Casa Nova            | Torrefeta               | masia        | Estat: ruïnós                                          | 41° 45′ 17″ N, 1° 15′ 05″ E / 41.7547089306152°N,1.2513555872244°E 431 msnm                                                                 |                                            |                                        | Modifica les dades a Wikidata |
|        | la Casanova             | Palou                   | masia        | Estil: arquitectura popular 18th century               | 41° 49′ 52″ N, 1° 14′ 40″ E / 41.83123°N,1.2444°E ca:Camí de Palou a Granollers de Segarra 440 msnm                                         | bé integrant del patrimoni cultural català | La Casanova de Palou                   | Modifica les dades a Wikidata |
|        | la Casilla              | Selvanera               | masia        | Estat: enderrocat o destruït                           | 41° 49′ 43″ N, 1° 13′ 54″ E / 41.828676°N,1.231543°E 493 msnm                                                                               |                                            |                                        | Modifica les dades a Wikidata |
|        | la Masuca               | Florejacs               | masia        | Estil: arquitectura popular 19th century               | 41° 46′ 34″ N, 1° 10′ 22″ E / 41.77603888888889°N,1.1727°E ca:camí a Pallargues 400 msnm                                                    | bé integrant del patrimoni cultural català | La Masuca (Torrefeta i Florejacs)      | Modifica les dades a Wikidata |
|        | la Plantada             | Palou                   | masia        |                                                        | 41° 49′ 17″ N, 1° 14′ 52″ E / 41.8215186883855°N,1.24776860204363°E 485 msnm                                                                |                                            |                                        | Modifica les dades a Wikidata |
|        | la Vantalada            | Palou                   | masia        |                                                        | 41° 48′ 01″ N, 1° 15′ 09″ E / 41.8002832570937°N,1.25262036364125°E 485 msnm                                                                |                                            |                                        | Modifica les dades a Wikidata |
|        | les Casetes             | Selvanera               | masia        | Estil: arquitectura popular 18th century               | 41° 49′ 57″ N, 1° 16′ 42″ E / 41.83246111111111°N,1.278361111111111°E ca:camí a mas Fité 471 msnm                                           | bé integrant del patrimoni cultural català | Les Casetes (Selvanera)                | Modifica les dades a Wikidata |

## molí d'aigua
| imatge | Nom                      | Ubicat a  | instància de | Detalls                                                               | coordenades | Protecció                                  | Commons (més fotos)                          | Dades a WD                    |
| ------ | ------------------------ | --------- | ------------ | --------------------------------------------------------------------- | --- | ------------------------------------------ | -------------------------------------------- | ----------------------------- |
|        | Molí de Baix             | Bellveí   | molí d'aigua | Estil: arquitectura gòtica 14th century                               | 41° 45′ 17″ N, 1° 17′ 12″ E / 41.75475°N,1.286661111111111°E ca:A ponent del nucli de Bellveí 471 msnm            | bé cultural d'interès local                | Moli de Baix (Bellveí)                       | Modifica les dades a Wikidata |
|        | Molí de Dalt             | Bellveí   | molí d'aigua | Estil: arquitectura gòtica 14th century                               | 41° 45′ 21″ N, 1° 17′ 44″ E / 41.75578055555555°N,1.2955694444444443°E ca:A llevant del nucli de Bellveí 495 msnm | bé cultural d'interès local                | Molí de Dalt (Bellveí)                       | Modifica les dades a Wikidata |
|        | Molí de Dalt del Vidal   | Torrefeta | molí d'aigua | Estil: arquitectura popular 15th century Estat: enderrocat o destruït | 41° 45′ 11″ N, 1° 15′ 25″ E / 41.752969444444446°N,1.2570805555555555°E 433 msnm                                  | bé cultural d'interès local                | Molí de Dalt del Vidal                       | Modifica les dades a Wikidata |
|        | Molí de Sedó             | Sedó      | molí d'aigua | Estil: arquitectura popular 19th century                              | 41° 43′ 56″ N, 1° 15′ 41″ E / 41.73225°N,1.261511111111111°E ca:C. de les Flors 442 msnm                          | bé integrant del patrimoni cultural català | Molí de Sedó                                 | Modifica les dades a Wikidata |
|        | Molí de la Casa Nova     | Gra       | molí d'aigua | Estil: arquitectura popular 19th century Estat: ruïnós                | 41° 45′ 12″ N, 1° 15′ 07″ E / 41.75325°N,1.2520305555555555°E 426 msnm                                            | bé integrant del patrimoni cultural català | Molí de la Casa Nova (Torrefeta i Florejacs) | Modifica les dades a Wikidata |
|        | Molí de la Roureda       | Torrefeta | molí d'aigua | Estil: arquitectura popular 19th century                              | 41° 45′ 06″ N, 1° 15′ 51″ E / 41.7517°N,1.2642194444444446°E ca:Camí a Concabella 442 msnm                        | bé cultural d'interès local                | Molí de la Roureda                           | Modifica les dades a Wikidata |
|        | Molí del Mig             | Bellveí   | molí d'aigua | Estil: arquitectura popular 15th century                              | 41° 45′ 18″ N, 1° 17′ 28″ E / 41.75493055555555°N,1.2911611111111112°E ca:C. de l'Església 483 msnm               | bé integrant del patrimoni cultural català | Molí del Mig (Bellveí)                       | Modifica les dades a Wikidata |
|        | Molí del Solsona de Baix | Torrefeta | molí d'aigua | Estil: arquitectura popular 15th century                              | 41° 45′ 12″ N, 1° 16′ 24″ E / 41.75331111111111°N,1.2733805555555555°E ca:C. de Tarroja 453 msnm                  | bé cultural d'interès local                | Molí del Solsona de Baix                     | Modifica les dades a Wikidata |
|        | Molí del Vidal           | Torrefeta | molí d'aigua | Estil: arquitectura popular 17th century                              | 41° 45′ 11″ N, 1° 15′ 36″ E / 41.75301944444445°N,1.2599111111111112°E ca:Camí a Concabella 436 msnm              | bé cultural d'interès local                | Molí del Vidal                               | Modifica les dades a Wikidata |
|        | Molí del Vives           | Torrefeta | molí d'aigua | Estil: arquitectura popular 18th century Estat: ruïnós                | 41° 45′ 23″ N, 1° 16′ 22″ E / 41.75631111111111°N,1.2728°E ca:Camí a Guissona 455 msnm                            | bé integrant del patrimoni cultural català | Molí del Vives                               | Modifica les dades a Wikidata |

## muntanya
| imatge | Nom                     | Ubicat a                                  | instància de | Detalls | coordenades                                                       | Protecció | Commons (més fotos)           | Dades a WD                    |
| ------ | ----------------------- | ----------------------------------------- | ------------ | ------- | ----------------------------------------------------------------- | --------- | ----------------------------- | ----------------------------- |
|        | Creu de Condomines      | Torrefeta i Florejacs Guissona            | muntanya     |         | 41° 48′ 48″ N, 1° 16′ 38″ E / 41.8132°N,1.27726°E 531 msnm        |           | Creu de Condomines (muntanya) | Modifica les dades a Wikidata |
|        | Sant Cristòfol          | Torrefeta i Florejacs                     | muntanya     |         | 41° 46′ 56″ N, 1° 14′ 22″ E / 41.782274°N,1.239576°E 505 msnm     |           |                               | Modifica les dades a Wikidata |
|        | Tossal Redó             | Torrefeta i Florejacs                     | muntanya     |         | 41° 54′ 40″ N, 1° 18′ 42″ E / 41.911175°N,1.311577°E 596 msnm     |           |                               | Modifica les dades a Wikidata |
|        | Tossal Roig             | Torrefeta i Florejacs Vilanova de l'Aguda | muntanya     |         | 41° 48′ 42″ N, 1° 12′ 45″ E / 41.81168056°N,1.21238333°E 532 msnm |           |                               | Modifica les dades a Wikidata |
|        | Tossal de l'Orpí        | Torrefeta i Florejacs                     | muntanya     |         | 41° 46′ 08″ N, 1° 14′ 18″ E / 41.768936°N,1.238338°E 457 msnm     |           |                               | Modifica les dades a Wikidata |
|        | Tossal de la Bassa Nova | Torrefeta i Florejacs                     | muntanya     |         | 41° 43′ 38″ N, 1° 15′ 03″ E / 41.72734722°N,1.25095944°E 457 msnm |           |                               | Modifica les dades a Wikidata |
|        | Tossal de les Sorts     | Torrefeta i Florejacs                     | muntanya     |         | 41° 45′ 07″ N, 1° 16′ 45″ E / 41.752015°N,1.279289°E 476 msnm     |           |                               | Modifica les dades a Wikidata |

## muralla urbana
| imatge | Nom                                      | Ubicat a  | instància de   | Detalls                                   | coordenades                                                                     | Protecció                                            | Commons (més fotos)                      | Dades a WD                    |
| ------ | ---------------------------------------- | --------- | -------------- | ----------------------------------------- | ------------------------------------------------------------------------------- | ---------------------------------------------------- | ---------------------------------------- | ----------------------------- |
|        | Murs i antic portal d'accés de Torrefeta | Torrefeta | muralla urbana | Estil: arquitectura popular 15th century  | 41° 45′ 15″ N, 1° 16′ 28″ E / 41.754061111111°N,1.2743333333333°E 470 msnm      | bé d'interès cultural bé cultural d'interès nacional | Murs i antic portal d'accés de Torrefeta | Modifica les dades a Wikidata |
|        | Recinte fortificat de Palou              | Palou     | muralla urbana | Estil: arquitectura romànica 12nd century | 41° 49′ 05″ N, 1° 15′ 03″ E / 41.81807777777778°N,1.2507972222222223°E 548 msnm | bé d'interès cultural bé cultural d'interès nacional | Recinte fortificat de Palou              | Modifica les dades a Wikidata |

## oratori
| imatge | Nom                  | Ubicat a              | instància de | Detalls | coordenades                                                                  | Protecció | Commons (més fotos) | Dades a WD                    |
| ------ | -------------------- | --------------------- | ------------ | ------- | ---------------------------------------------------------------------------- | --------- | ------------------- | ----------------------------- |
|        | Sant Antoni          | Riber                 | oratori      |         | 41° 43′ 29″ N, 1° 14′ 50″ E / 41.7248150504874°N,1.24715327335977°E 441 msnm |           |                     | Modifica les dades a Wikidata |
|        | Santa Maria del Bosc | Torrefeta i Florejacs | oratori      |         | 41° 49′ 52″ N, 1° 14′ 39″ E / 41.8312353356065°N,1.24414374740369°E          |           |                     | Modifica les dades a Wikidata |

## passatge
| imatge | Nom                        | Ubicat a  | instància de             | Detalls                                  | coordenades                                                                                                | Protecció                                  | Commons (més fotos)                    | Dades a WD                    |
| ------ | -------------------------- | --------- | ------------------------ | ---------------------------------------- | --- | ------------------------------------------ | -------------------------------------- | ----------------------------- |
|        | carrer del Portal          | Sedó      | passatge                 | Estil: arquitectura popular 16th century | 41° 43′ 55″ N, 1° 15′ 37″ E / 41.73201944444445°N,1.26035°E ca:C. del Portal 438 msnm                      | bé integrant del patrimoni cultural català | Carrer del Portal (Sedó)               | Modifica les dades a Wikidata |
|        | passatge de Torrefeta      | Torrefeta | passatge                 | Estil: arquitectura popular 17th century | 41° 45′ 14″ N, 1° 16′ 26″ E / 41.754°N,1.2739805555555557°E ca:Pl. Major - c. Sastre 473 msnm              | bé integrant del patrimoni cultural català | Passatge de Torrefeta                  | Modifica les dades a Wikidata |
|        | passatge de la plaça Major | Torrefeta | passatge                 | Estil: arquitectura popular 17th century | 41° 45′ 15″ N, 1° 16′ 26″ E / 41.75405555555555°N,1.2740111111111112°E ca:C. Major - pl. Portalet 473 msnm | bé integrant del patrimoni cultural català | Passatge de la plaça Major (Torrefeta) | Modifica les dades a Wikidata |
|        | passatge del Llor          | el Llor   | passatge porta de ciutat | Estil: arquitectura popular 16th century | 41° 44′ 47″ N, 1° 18′ 34″ E / 41.74626111111111°N,1.309488888888889°E ca:C. Rectoria - pl. Major 521 msnm  | bé integrant del patrimoni cultural català | Passatge del Llor                      | Modifica les dades a Wikidata |

## polígon industrial
| imatge | Nom                             | Ubicat a              | instància de       | Detalls | coordenades                                                         | Protecció | Commons (més fotos) | Dades a WD                    |
| ------ | ------------------------------- | --------------------- | ------------------ | ------- | ------------------------------------------------------------------- | --------- | ------------------- | ----------------------------- |
|        | Polígon industrial La Morana    | Torrefeta i Florejacs | polígon industrial |         | 41° 46′ 43″ N, 1° 16′ 08″ E / 41.7785792536082°N,1.26879188913786°E |           |                     | Modifica les dades a Wikidata |
|        | Polígon industrial de Torrefeta | Torrefeta i Florejacs | polígon industrial |         | 41° 45′ 18″ N, 1° 16′ 59″ E / 41.7550082364744°N,1.28313763448469°E |           |                     | Modifica les dades a Wikidata |

## vèrtex geodèsic
| imatge | Nom            | Ubicat a              | instància de    | Detalls   | coordenades                                                       | Protecció | Commons (més fotos) | Dades a WD                    |
| ------ | -------------- | --------------------- | --------------- | --------- | ----------------------------------------------------------------- | --------- | ------------------- | ----------------------------- |
|        | Llord          | Torrefeta i Florejacs | vèrtex geodèsic |           | 41° 44′ 47″ N, 1° 18′ 31″ E / 41.746349°N,1.308491°E 546.92 msnm  |           |                     | Modifica les dades a Wikidata |
|        | Sant Cristòfol | Torrefeta i Florejacs | vèrtex geodèsic | Alt: 1.2m | 41° 46′ 56″ N, 1° 14′ 23″ E / 41.782268°N,1.239584°E 508.724 msnm |           |                     | Modifica les dades a Wikidata |
|        | Tossal Puig    | Torrefeta i Florejacs | vèrtex geodèsic | Alt: 1.2m | 41° 48′ 42″ N, 1° 12′ 45″ E / 41.811685°N,1.212374°E 532.607 msnm |           |                     | Modifica les dades a Wikidata |

## Misc
| imatge | Nom                                        | Ubicat a                                             | instància de         | Detalls                                                        | coordenades | Protecció                                            | Commons (més fotos)                          | Dades a WD                    |
| ------ | ------------------------------------------ | ---------------------------------------------------- | -------------------- | -------------------------------------------------------------- | --- | ---------------------------------------------------- | -------------------------------------------- | ----------------------------- |
|        | Barranc de Granollers                      | Torrefeta i Florejacs                                | zona humida          | Superfície: 9.32ha                                             | 41° 50′ 01″ N, 1° 15′ 11″ E / 41.8336°N,1.25297°E 420 msnm                                                                                    |                                                      | Barranc de Granollers                        | Modifica les dades a Wikidata |
|        | Carrer la Vall de la Morana                | la Morana                                            | carrer               | Estil: arquitectura popular 19th century                       | 41° 46′ 55″ N, 1° 15′ 50″ E / 41.78201111111111°N,1.2637611111111111°E ca:Pl. Avall - escalinata c. del Vent 484 msnm                         | bé integrant del patrimoni cultural català           | Carrer la Vall de la Morana                  | Modifica les dades a Wikidata |
|        | Castell del Llor                           | el Llor                                              | ruïnes de castell    | Estil: arquitectura popular                                    | 41° 44′ 47″ N, 1° 18′ 31″ E / 41.7462861111°N,1.30853888889°E ca:Part més alta del poble 552 msnm                                             | bé d'interès cultural bé cultural d'interès nacional | Castell del Llor                             | Modifica les dades a Wikidata |
|        | El Cup                                     | Florejacs                                            | cup                  |                                                                | 41° 48′ 26″ N, 1° 11′ 58″ E / 41.8072629041808°N,1.19953650692017°E ca:Prop de la masia de Llorenç 469 msnm                                   |                                                      |                                              | Modifica les dades a Wikidata |
|        | Fita Alta                                  | Torrefeta i Florejacs Cabanabona Vilanova de l'Aguda | fita                 |                                                                | 41° 48′ 55″ N, 1° 12′ 09″ E / 41.8151825646645°N,1.20260137234376°E 504 msnm                                                                  |                                                      |                                              | Modifica les dades a Wikidata |
|        | Pont de la Guardiola                       | Torrefeta i Florejacs                                | pont                 |                                                                | 41° 44′ 34″ N, 1° 16′ 49″ E / 41.7428419966439°N,1.28023894076767°E                                                                           |                                                      |                                              | Modifica les dades a Wikidata |
|        | Portals de Bellveí                         | Bellveí                                              | porta de ciutat      | Estil: arquitectura romànica 13rd century                      | 41° 45′ 20″ N, 1° 17′ 32″ E / 41.755472222222°N,1.2921638888889°E ca:C. Marquesa 489 msnm                                                     | bé cultural d'interès local                          | Portal de Bellveí                            | Modifica les dades a Wikidata |
|        | Safareig de la Devesa                      | Torrefeta i Florejacs                                | safareig             | Estil: arquitectura popular                                    | | bé integrant del patrimoni cultural català           |                                              | Modifica les dades a Wikidata |
|        | Sagrat Cor                                 | Selvanera                                            | monument             | Estil: noucentisme 20th century                                | 41° 49′ 05″ N, 1° 17′ 05″ E / 41.81808888888889°N,1.2846888888888888°E ca:Camí de Montanyana 535 msnm                                         | bé integrant del patrimoni cultural català           | Sagrat Cor (Torrefeta i Florejacs)           | Modifica les dades a Wikidata |
|        | Sant Bartomeu                              | Riber                                                | capella              |                                                                | 41° 44′ 00″ N, 1° 15′ 08″ E / 41.7333507922824°N,1.2523079113667°E 440 msnm                                                                   |                                                      |                                              | Modifica les dades a Wikidata |
|        | Santa Blanca                               | la Morana                                            | convent              | Estat: enderrocat o destruït                                   | 41° 47′ 37″ N, 1° 15′ 30″ E / 41.793505179193°N,1.25820835646846°E 480 msnm                                                                   |                                                      |                                              | Modifica les dades a Wikidata |
|        | Serra de Llorenç                           | Vilanova de l'Aguda Torrefeta i Florejacs            | serra                |                                                                | 41° 49′ 01″ N, 1° 13′ 09″ E / 41.816881°N,1.219114°E 535 msnm                                                                                 |                                                      |                                              | Modifica les dades a Wikidata |
|        | Torre circular de la Morana                | la Morana                                            | torre de sentinella  | Estil: arquitectura romànica arquitectura popular 13rd century | 41° 46′ 50″ N, 1° 15′ 44″ E / 41.780547222222225°N,1.2623472222222225°E ca:A 300 metres a ponent de La Morana 483 msnm                        | bé d'interès cultural bé cultural d'interès nacional | Portal d'accés i torre circular de la Morana | Modifica les dades a Wikidata |
|        | Vinya del Crispí                           | Torrefeta i Florejacs                                | jaciment arqueològic |                                                                | 41° 47′ 01″ N, 1° 16′ 15″ E / 41.78375°N,1.270968°E                                                                                           |                                                      |                                              | Modifica les dades a Wikidata |
|        | canal Segarra-Garrigues                    | Noguera Segarra Urgell Garrigues                     | canal                | Desemboca: riu de Set                                          | 41° 56′ 09″ N, 1° 12′ 19″ E / 41.935923055555556°N,1.205238888888889°E 41° 27′ 06″ N, 0° 45′ 30″ E / 41.45165194444444°N,0.7583730555555556°E |                                                      | Canal Segarra-Garrigues                      | Modifica les dades a Wikidata |
|        | casa consistorial de Torrefeta i Florejacs | Torrefeta i Florejacs                                | casa consistorial    |                                                                | 41° 45′ 16″ N, 1° 16′ 30″ E / 41.7544142°N,1.2748794°E                                                                                        |                                                      |                                              | Modifica les dades a Wikidata |
|        | les Sitges                                 | Torrefeta i Florejacs                                | nucli de població    |                                                                | 41° 48′ 58″ N, 1° 13′ 39″ E / 41.81605°N,1.227534°E 530 msnm                                                                                  |                                                      | Les Sitges (Torrefeta i Florejacs)           | Modifica les dades a Wikidata |